# Mono (flod)
 For alternative betydninger, se Mono (flertydig). (Se også artikler, som begynder med Mono)
Floden Mono er med 467 km den længste flod i Togo, men kun 50 km er sejlbar. Den har sit udspring i Benin nær grænsen til Togo som den løber ind i og forsætter mod syd. Mono danner ved den nedre del grænse mellem Togo og Benin og munder ud i Beninbugten og dermed i Atlanterhavet via en række brakvandede laguner og søer, deriblandt Lake Togo.
Omkring 160 km fra udløbet er Mono opdæmmet med Nangbetodæmningen, der blev færdigbygget i 1987.
Et areal på 203,7 km² af og ved floden, blev i 2017 udpeget som biosfærereservat. Den strækker sig over flodsletten og Mono-flodens delta- og flodbredder og omfatter en mosaik af landskaber og økosystemer, der hovedsageligt består af mangrover, savanner, laguner og skove, herunder hellige skove. Der bor næsten 2 millioner mennesker, der hovedsagelig ernærer sig ved små landbrug (oliepalme og kokospalmer), skovbrug og fiskeri.

## Hydrologi
Middelvandføring pr. måned (m³/sec) målt ved Athiémé

## Eksterne kilder og henvisninger
1. 1 2  Balázs M. Fekete, Charles J. Vörösmarty und Wolfgang Grabs. "Mono Basin. Station: Athieme". UNH/GRDC Composite Runoff Fields (engelsk). University of New Hampshire. Hentet 25. oktober 2010.{{cite web}}:  CS1-vedligeholdelse: Bruger authors parameter (link)
2. ↑  Mono unesco.org hentet 12. oktober 2024

6°13′49″N 1°36′23″Ø / 6.23028°N 1.60639°Ø